# Gambro
Gambro è un'azienda svedese specializzata nelle tecnologie mediche, fondata a Lund nel 1964 da Holger Crafoord. 
Tra i loro prodotti si trovano strumenti per l'emodialisi, già dal 1967 con il primo rene artificiale a cilindro verticale, ideato da Nils Alwall. 

## Storia
Il nome dell'azienda deriva da Gamla Brogatans Sjukvårdsaffär Aktiebolag (“Società attrezzature mediche di Via del Vecchio Ponte”), abbreviato in Gambro nel 1953. Prima di specializzarsi in campo medico l'azienda faceva parte di un conglomerato industriale con il nome di Incentive, di cui Gambro era una sussidiaria.
Nel 1987 Gambro ha acquisito l'intero pacchetto azionario della società franco-svizzera HOSPAL SA, operante nel medesimo settore, incorporandone reti commerciali e strutture produttive, ed, in particolare, lo stabilimento italiano DASCO di Medolla (Modena), fondato nel 1962 dall'imprenditore Mario Veronesi. 
La Dasco (diventata Gambro Dasco) è il più importante sito produttivo di Gambro. 
Con l'incorporazione di Hospal, la Gambro ha acquisito le tecnologie biomediche che ne fanno uno dei maggiori produttori di sistemi per il trattamento della insufficienza renale in area critica (terapia intensiva).
L'acquisizione, avvenuta nel 2004, della tedesca Teraklin fece di Gambro uno dei maggiori produttori di sistemi per il supporto della funzionalità epatica.
Nel giugno del 2006 una offerta pubblica di acquisto da parte del socio di maggioranza Investor AB, in joint venture con la società di Venture Capital EQT, ha mutato la sua struttura societaria in privata.
Nel dicembre 2012 l'azienda viene acquisita per circa 4 miliardi di dollari dalla statunitense Baxter International. Nel settembre 2013 l'acquisizione ha l'approvazione da parte dell'Antitrust statunitense ed europeo.